# Liste von Militärs/A

## Ab
- Abacha, Sani (1943–1998), nigerianischer General und Militärdiktator
- Abdallahi ibn Muhammad, Kalif (1846–1899), General in der Armee des Mahdi und ab 1891 Führer des Mahdi-Reiches im Sudan
- Abd ar-Rahman (Militär) († 732), umayyadischer Heerführer in Spanien und Frankreich
- Abd ul-Kerim Pascha  (1807–1883), türkischer General
- Abdullah Chan (1533–1598), Herrscher von Buchara
- Abercrombie, Sir James (1706–1781), britischer General im Franzosen- und Indianerkrieg
- Abercrombie, James († 1775), britischer Offizier im Unabhängigkeitskrieg, Verwandter des vorigen
- Abercromby, Sir Ralph (1734–1801), britischer Generalleutnant; gefallen in Ägypten
- Abercromby, Sir Robert GCB (1740–1827), britischer General und Parlamentsabgeordneter; Oberbefehlshaber in Indien; Gouverneur von Edinburgh Castle
- Abizaid, John (* 1951), US-amerikanischer General; Kommandeur des US Central Command
- Abrams, Creighton Williams, Jr. (1914–1974), US-amerikanischer General; Oberkommandeur der US-Truppen im Vietnamkrieg von 1968 bis 1972
- Abu Ali Mustafa (1938–2001), Palästinenserführer
- Abu Hafs Umar (1090–1175), arabischer Feldherr
- Abū l-Chattāb al-Maʿāfirī († 761), arabischer Heerführer und Imam

## Ac
- Achromejew, Sergei Fjodorowitsch (1923–1991), sowjetischer General; der letzte Marschall der Sowjetunion
- Acton, Sir John Francis Edward Acton (1736–1811), Militär und Politiker in Neapel

## Ad
- Adalbert von Babenberg (854–906), mainfränkischer Heerführer.
- Adam, Sir Frederick GCB GCMG (1781–1853), britischer General; führte einen entscheidenden Angriff bei Waterloo; Gouverneur von Madras.
- Adam, Wilhelm (1877–1949), Hitler-kritischer General der Reichswehr und der Wehrmacht; 1938 als Generaloberst in den Ruhestand versetzt.
- Adam, Udi (* 1958), israelischer Generalmajor (Aluf); Befehlshaber im Libanonkrieg 2006.
- Ademeit, Horst (1912–1944), deutscher Jagdpilot des Zweiten Weltkriegs; vermisst.
- Adlerberg, Wladimir Fjodorowitsch (1791–1884), Graf, russischer General und Minister.
- Adlercreutz, Carl Johan (1757–1815), Graf, schwedischer General.
- Adlersparre, Georg (1760–1835), schwedischer General, Politiker und Schriftsteller.
- Adrets, François de Beaumont-Beyrac, Baron des (1512/1513–1587), französischer Heerführer.
- Adye, Sir John Miller (1819–1900), britischer General; Gouverneur von Gibraltar.

## Ae
- Aelianus Tacticus (2. Jahrhundert), griechischer Militärschriftsteller

## Ah
- Ahmad al-Baschir, Omar Hassan (* 1944), sudanesischer General und Staatschef
- Ahumada, Don Pedro Giron, marques de las Amarillas (1788–1842), spanischer General und Staatsmann

## Ai
- Aicher, Maximilian Thomas von (1753–1831), königlich bayerischer Generalmajor
- Aiguillon, Emmanuel-Armand de Vignerot du Plessis de Richelieu, duc de (1720–1788), französischer Militär und Staatsmann

## Al
- Alanbrooke, Alan Brooke, 1. Viscount KG GCB OM GCVO DSO (1883–1963), britischer Feldmarschall; 1941–46 Chef des Generalstabs der Armee CIGS und Vorsitzender des Chiefs of Staff Committee.
- Alava Esquivel, Michael Richard d' (1771–1843), spanischer General und Diplomat.
- Albedyll, Emil von (1824–1897), preußischer General.
- Albion, sächsischer Heerführer gegen Karl den Großen.
- Albrecht Friedrich von Brandenburg-Schwedt (1672–1731), kurbrandenburgisch-preußischer Generalleutnant und Herrenmeister des Johanniterordens.
- Albuquerque, Alfonso d', genannt der Große, (1453–1515), berühmter portugiesischer Kriegsheld.
- Aldringen, Johann Graf von (1588–1634), Feldherr der katholischen Liga im Dreißigjährigen Krieg.
- Alexander der Große (356–323 v. Chr.), makedonischer König und Eroberer.
- Alexander, Harold, 1. Earl Alexander of Tunis, (1891–1969), britischer Feldmarschall.
- Alexejew, Michail Wassiljewitsch (1857–1918), russischer General im Ersten Weltkrieg; Befehlshaber der russischen Nordwestfront; Generalstabschef; Höchstkommandierender.
- Ali von Jannina (1741–1822), türkischer Heerführer.
- Alkibiades (ca. 450–404 v. Chr.), athenischer Feldherr und Staatsmann.
- Allen, Ethan (1738–1789), amerikanischer Freiheitskämpfer und Milizgeneral.
- Allenby, Sir Edmund, 1. Viscount Allenby, (1861–1936), britischer Feldmarschall im Ersten Weltkrieg.
- Almagro, Diego de (1475–1538), spanischer Konquistador.
- Almagro, Diego de (um 1520–1542), spanischer Konquistador.
- Almeida, Francisco de (um 1450–1510), portugiesischer Seefahrer und Militär, erster Vizekönig von Portugiesisch-Indien.
- Almonde, Philipp van (1644–1711), niederländischer Vizeadmiral.
- Almonte, Don Juan (1804–1869), mexikanischer General und Staatsmann.
- Altamirano Talavera, Luis (1876–1938), chilenischer General und Politiker.
- Alten, Carl von (1764–1840), hannoversch-britischer General.
- Althan, Gundacker Graf von (1665–1747), österreichischer General, Diplomat und Hofbaudirektor.
- Alvarado, Pedro de (um 1486–1541), spanischer Eroberer.
- Alvarez de Toledo, Fernando (1507–1582), spanischer Feldherr und Staatsmann, bekannt als Herzog von Alba.
- Alvensleben, Constantin von (1809–1892), preußischer General.
- Alvensleben, Gebhard Karl Ludolf von (1798–1867) war königlich preußischer General der Kavallerie; Kommandant von Berlin.
- Alvensleben, Gustav von (1803–1881), preußischer General, Generaladjutant Kaiser Wilhelms I.
- Alvensleben, Gustav Hermann von (1827–1905), preußischer General der Kavallerie; Ritter des Orden vom Schwarzen Adler.
- Alvensleben, Hermann von (1809–1887), preußischer General und Gutsbesitzer.
- Alvensleben, Johann Friedrich Karl II. von (1778–1831), preußischer General und Gutsbesitzer.
- Alvensleben, Ludolf von (1844–1912), preußischer General und Gutsbesitzer.
- Alvensleben, Werner von (1802–1877), preußischer Generalleutnant; Bruder von Gustav und Constantin.
- Alvinczy von Berberek, Joseph Freiherr (1735–1810), österreichischer General; Feldmarschall.

## Am
- Ambrosio, Vittorio (1879–1958), italienischer General; 1942 Stabschef des Heeres; 1943 Generalstabschef der Streitkräfte.
- Amelunxen, Aloysius von (1787–1860), kurhessischer Generalleutnant und Mitglied der Kurhessischen Ständeversammlung.
- Amelunxen, August von (1828–1900), preußischer Generalleutnant.
- Ames, Adelbert (1835–1933), Amerikanischer Bürgerkrieg.
- Amherst, Jeffrey, 1. Baron Amherst of Holmesdale (1717–1797), britischer General; Militärgouverneur von Kanada.
- Amr ibn al-As († 664), arabischer Heerführer und Weggenosse Mohammeds.

## An
- Anckarswärd, Karl Henrik (1782–1865), schwedischer Oberst und Politiker
- Anders, Władysław (1892–1970), polnischer General; Exilpräsident
- Andersen, Kurt Georg Heinrich (1898–2003), General im Zweiten Weltkrieg; später Inspekteur des Bundesgrenzschutzes
- Anderson, Richard Heron (1821–1879), General der Konföderierten im Sezessionskrieg
- Anderson, William (1921–2007), US-amerikanischer Marineoffizier und Polarforscher; Kommandant des ersten Atom-U-Boots
- Andlau, Gaston Joseph Hardouin, comte de (1824–1892), französischer General
- André, Louis Joseph Nicolas (1838–1913), französischer general und Staatsmann
- Andréossy, Antoine-François (1761–1828), französischer General und Staatsmann
- Andronikaschwili, Iwane (1798–1868), russischer Fürst und General
- Anglesey, Henry William Paget, 1. Marquess of, (1768–1854), Lord Uxbridge, genannt „One Leg“; britischer Kavallerieführer im Krieg auf der Halbinsel und bei Waterloo; später Feldmarschall und Lord Lieutenant von Irland
- Anhalt-Bernburg, Christian I. von (1568–1630), Heerführer im Dreißigjährigen Krieg; Schlacht am Weißen Berg
- Anhalt-Dessau, Friedrich Prinz von, 1775 sächsischer Generalfeldmarschall
- Anhalt-Dessau, Johann Georg II. von (1627–1693), kurbrandenburgischer Feldmarschall
- Anhalt-Dessau, Leopold I. von (1676–1747), genannt der alte Dessauer, preußischer Generalfeldmarschall und Heeresreformer
- Anhalt-Dessau, Leopold II. von, Fürst von Anhalt-Dessau (1700–1751), Sohn des alten Dessauers; preußischer Generalfeldmarschall
- Anhalt-Dessau, Moritz von (1712–1760), Bruder des vorigen; preußischer Generalfeldmarschall
- Annenkow, Michail Nikolajewitsch (1835–1899), russischer General
- Anson, George, 1. Baron Anson, (1697–1762), britischer Admiral und Erster Lord der Admiralität
- Anson, George (1797–1857), britischer General und Politiker; Oberbefehlshaber in Indien
- Antipater (ca. 400–319 v. Chr.), Feldherr unter Philipp von Mazedonien
- Antonescu, Ion (1882–1946), rumänischer Ministerpräsident und Generalstabschef des Heeres
- Antoni, Hans-Erich (* 1954/55), deutscher Generalmajor der Bundeswehr
- Aosta, Emanuel Philibert von Savoyen, Herzog von (1869–1931), italienischer General im Ersten Weltkrieg; 1926 Marschall

## Ap
- Apraxin, Fjodor Matwejewitsch (1661–1728), russischer Graf und Generaladmiral; Begründer der russischen Marine
- Apraxin, Pjotr Matwejewitsch (1659–1728), russischer Generalleutnant
- Apraxin, Stepan Fjodorowitsch (1702–1758), russischer Graf und Feldmarschall

## Ar
- Arabi Pascha, (1841–1911), auch Orabi Pascha; ägyptischer Offizier und Führer der Urabi-Bewegung
- Araktschejew, Alexej Andrejewitsch (1769–1834), russischer General; Artillerist; Militärgouverneur von St. Petersburg
- Arco, Johann Baptist Graf von (um 1650–1715), Diplomat und Generalfeldmarschall in bayrischen Diensten während des Spanischen Erbfolgekriegs
- Arco, Johann Philipp Graf von (1652–1704), kaiserlicher Feldmarschalleutnant, kriegsrechtlich erschossen
- Arçon, Jean Claude Eléonore Le Michaud d’Arçon (1733–1800), französischer General und Ingenieur
- Arenberg, Leopold Philipp von, Herzog von Arenberg, Ärschot und Croy, (1690–1754), kaiserlicher Feldmarschall; Oberbefehlshaber der kaiserlichen Truppen in den Niederlanden; Statthalter von Hennegau
- Arentschildt, Alexander von (1806–1881), letzter kommandierender General der hannoverschen Armee
- Argyll, John Campbell, 2. Herzog von (1680–1743), schottisch-britischer Feldmarschall; Oberbefehlshaber der britischen Armee
- Ariovist (1. Jahrhundert v. Chr.), germanischer Heerführer
- Armfelt, Gustav Moritz (1757–1814), schwedisch-russischer General; Oberbefehlshaber in Finnland
- Armfelt, Karl Gustav Graf (1666–1736), schwedischer General
- Armistead, Lewis Addison (1817–1863), Konföderierten-General im Amerikanischen Bürgerkrieg; gefallen bei Gettysburg
- Arnauld de la Perière, Lothar von (1886–1941), deutscher Marineoffizier; erfolgreichster U-Boot-Kommandant im Ersten Weltkrieg; Marinebefehlshaber Westfrankreich im Zweiten Weltkrieg; Vizeadmiral
- Arnim, Hans von (1846–1922), preußischer General der Infanterie
- Arnim, Hans-Jürgen von (1889–1962), Generaloberst der Wehrmacht; Oberbefehlshaber der 5. Panzerarmee, später der Heeresgruppe Tunis; ging mit den Resten des Deutschen Afrikakorps in Gefangenschaft
- Arnim-Boitzenburg, Hans Georg von (1583–1641), General im Dreißigjährigen Krieg; kursächsischer Feldmarschall
- Arnold, Benedict (1741–1801), General der Kontinentalarmee; desertierte später zur britischen Armee
- Arnold, Henry Hartley (1886–1950), US-Luftwaffengeneral
- Arnstadt, Rudi (1926–1962), DDR-Soldat
- Artaphernes (6./5. Jahrhundert v. Chr.), persischer Heerführer
- Arrighi de Casanova, Jean Toussaint, Herzog von Padua, (1778–1853), französischer General und Politiker; Heerführer in den Koalitionskriegen; Gouverneur des Invalidenhauses

## As
- Ascheberg, Rutger von (1621–1693), baltisch-schwedischer Feldmarschall
- Asclepiodotus (3. Jahrhundert), walisisch-römischer Prätorianerpräfekt
- Ashburnham, Sir Cromer K.C.B. (1831–1917), britischer Generalmajor; führte in der Schlacht von Tell-el-Kebir eine Brigade; später Gouverneur von Suakin; Colonel Commandant K.R.R.C.
- Ashoka (304–232 v. Chr.), indischer Herrscher
- Aspre, Konstantin, Baron d’Aspre und Hoobreuck, (1789–1850), österreichischer General
- Aster, Ernst Ludwig von (1778–1855), preußischer General; Generalinspektor der preußischen Festungen; 1838 Chef des Ingenieurkorps
- Aster, Karl Heinrich (1782–1855), sächsischer Offizier und Militärschriftsteller; Bruder des Vorigen

## At
- Attila (ca. 395–453), König der Hunnen
- Attlmayr, Ferdinand (1829–1906), österreichischer Marineoffizier und Militärschriftsteller

## Au
- Aube, Hyacinthe (1826–1890), französischer Admiral und Marineminister
- Aubigné, Théodore Agrippa de (1552–1630), französischer reformierter Militärführer und Staatsmann
- Auchinleck, Sir Claude GCB, GCIE, CSI, DSO, OBE (1884–1981), britischer Feldmarschall; im Zweiten Weltkrieg Oberbefehlshaber der alliierten Streitkräfte im Nahen Osten und in Indien
- Auenfels, Georg August Freiherr von (1773–1852), altösterreichischer General; Verteidiger der Festung Karlsberg
- Auersperg, Herbard VIII. Freiherr zu (1528–1575), österreichischer Heerführer gegen die Türken und während der Reformation; gefallen
- Auerswald, Hans Adolf Erdmann von (1792–1848), preußischer Generalmajor
- Auffenberg, Moritz Ritter von (1852–1928), österreichisch-ungarischer General; Kriegsminister
- Augereau, Pierre, duc de Castiglione (1757–1816), französischer General; Marschall von Frankreich
- Augustin, Vincenz Freiherr von (1780–1859), österreichischer Feldzeugmeister
- Aulich, Ludwig (1792–1849), ungarischer Revolutionsgeneral; Kriegsminister; hingerichtet
- Aulock, Andreas von (1893–1968), deutscher Offizier der Wehrmacht; 1944 Festungskommandant von Saint-Malo
- Aulock, Hubertus von (1891–1979), deutscher Freikorps-Führer und Generalmajor der Reserve.
- Aumale, Henri d’Orléans, duc de (1822–1897), französischer Prinz, General, Historiker und Kunstsammler; Sohn des Bürgerkönigs Louis-Philippe
- Aurelle de Paladines, Louis de (1804–1877), französischer General im Deutsch-Französischen Krieg
- Austria, Juan de (1547–1578), natürlicher Sohn Karls V.
- Austria, Juan José de (1629–1679), spanischer Heerführer und Staatsmann; natürlicher Sohn Philipps IV. von Spanien
- Autichamp, Charles de Beaumont, comte de (1770–1852), französischer General; einer der Führer des Aufstandes der Vendée
- Autichamp, Antoine Joseph Eulalie, marquis de (1744–1822), französischer General
- Autichamp, Jean Thérèse Louis de Beaumont, marquis de (1738–1831), französischer General während der Revolution; Generalleutnant und Gouverneur des Louvre

## Av
- Avezzana da Chieri, Giuseppe (1797–1879), italienischer Freiheitskämpfer in mehreren Kriegen

## Ay
- Ayrenhoff, Cornelius Hermann von (1733–1819), österreichischer Offizier und Schriftsteller